# Mont Torbert
El Mont Torbert, amb 3.479 msnm, és el punt culminant de les Muntanyes Tordrillo, a l'estat d'Alaska, als Estats Units.
Tot i que la major part de la serralada a la qual pertany és d'origen volcànic, així com els seus veïnts Mont Spurr i Crater Peak, aquest cim no ho és. És anomenat en record al cartògraf de l'US Geological Survey John B.Torbert, mort el 1929.